# Helga Pelizäus-Hoffmeister
Dieser Artikel wurde auf der Qualitätssicherungsseite des Portals Soziologie eingetragen. Dies geschieht, um die Qualität der Artikel aus dem Themengebiet Soziologie auf ein akzeptables Niveau zu bringen. Hilf mit, die inhaltlichen Mängel dieses Artikels zu beseitigen, und beteilige dich an der Diskussion. (Artikel eintragen)

Begründung:  Berufsbiografische Angaben ohne Rücksicht auf Inhalt und Satzbau aneinander gereiht. So keine enzyklopädischer Artikel. --Jürgen Oetting (Diskussion) 13:54, 21. Aug. 2019 (CEST)
Helga Pelizäus-Hoffmeister (* 1961 in Geseke) ist eine deutsche Soziologin.

## Leben
Nach dem Abitur 1981 am Pelizaeus-Gymnasium Paderborn studierte sie von 1981 bis 1984 Wirtschaftswissenschaften an der Universität Paderborn, Vordiplom und von 1996 bis 2001 Soziologie an der Universität München, Vordiplom 1997 Vertiefungsgebiete: Soziologie der Arbeit: Arbeits- und Industriesoziologie und Arbeits- und Berufssoziologie, Soziologie Sozialer Ungleichheit Nebenfächer: Experimentelle und angewandte Sozialpsychologie bei Dieter Frey, Kommunikationswissenschaften Diplomarbeit: Soziale Netzwerke unter den Bedingungen steigender Mobilität in der Reflexiven Moderne. Untersucht am Beispiel freier JournalistInnen. Von 1999 bis 2001 war sie studentische Hilfskraft im Projekt „Mobilitätspioniere“ des SFB 536 „Reflexive Modernisierung“ an der Universität der Bundeswehr München, inhaltliche und organisatorische Tätigkeiten. Von 2001 bis 2002 war sie Mitarbeiterin im Projekt Unsicherheitserfahrungen und Sicherheitsfiktionen in der Reflexiven Moderne des Sonderforschungsbereichs 536. Von 2001 bis 2014 war sie wissenschaftliche Mitarbeiterin der Fakultät für Staats- und Sozialwissenschaften an der Universität der Bundeswehr München, Professur für Allgemeine Soziologie. Von 2003 bis 2009 war sie assoziiertes Mitglied des SFB 536 Reflexive Modernisierung. Nach der Promotion 2005 zum Dr. rer. pol. an der Universität der Bundeswehr München, Dissertationsthema: Vom sicheren zum unsicheren Leben? Ein historischer Vergleich von Künstlerbiographien ist sie seit 2006 Mitglied der Deutschen Gesellschaft für Soziologie (DGS). Seit 2007 ist sie Mitglied der Sektion Alter(n) und Gesellschaft der DGS. Nach der Habilitation 2013, Venia Legendi: Allgemeine Soziologie ist sie seit 2017 wissenschaftliche Mitarbeiterin der Fakultät Staats- und Sozialwissenschaften der Universität der Bundeswehr München, Professur für Allgemeine Soziologie.
Ihre Forschungsschwerpunkte sind demografischer Wandel, Alternssoziologie, Alter und Technik, Techniksoziologie, qualitative Methoden, biografische (Un-)Sicherheits- und Risikosoziologie, soziologische Theorie: Handlungs- und Gesellschaftstheorien und Mobilität und Raum, Globalisierung und Migration.

## Schriften (Auswahl)
- Mobilität: Chance oder Risiko? Soziale Netzwerke unter den Bedingungen räumlicher Mobilität - das Beispiel freie JournalistInnen. Opladen 2001, ISBN 3-8100-3362-6.
- Biographische Sicherheit im Wandel? Eine historisch vergleichende Analyse von Künstlerbiographien. Wiesbaden 2006, ISBN 3-8350-6022-8.
- Das lange Leben in der Moderne. Wechselbeziehungen zwischen Lebensalter und Modernisierung. Wiesbaden 2011, ISBN 978-3-531-17820-2.
- Zur Bedeutung von Technik im Alltag Älterer. Theorie und Empirie aus soziologischer Perspektive. Wiesbaden 2013, ISBN 3-658-02137-3.